# The Rugby Championship 2015
The Rugby Championship 2015 – czwarta edycja The Rugby Championship, corocznego turnieju w rugby union rozgrywanego pomiędzy czterema najlepszymi zespołami narodowymi półkuli południowej – Argentyny, Australii, Nowej Zelandii i RPA. Turniej odbył się systemem kołowym pomiędzy 17 lipca a 8 sierpnia 2015 roku.
Wliczając turnieje w poprzedniej formie, od czasów Pucharu Trzech Narodów, była to dwudziesta edycja tych zawodów. Z uwagi na Puchar Świata w Rugby 2015 w ramach zawodów każdy z zespołów rozegrał po jednym meczu z każdym przeciwnikiem. Po ich zakończeniu zaplanowano jednak dodatkową, niepunktowaną kolejkę będącą ostatnim sprawdzianem przed Pucharem Świata.
Terminarz rozgrywek ustalono w połowie października 2014 roku, przy czym Argentyna i RPA wskazały później stadiony, na których miały rozgrywać swe domowe mecze. Na początku maja 2015 roku potwierdzono godziny rozpoczęcia meczów oraz wyznaczono sędziów zawodów.
Mecz w Brisbane lepiej zaczęli goście, którzy prowadzili po dwóch celnych karnych Handré Pollarda, a do przerwy obie drużyny zdobyły jeszcze po podwyższonym przyłożeniu. Już po zmianie stron Południowoafrykańczycy zaliczyli akcję za siedem punktów po przyłożeniu debiutującego Jesse Kriela, który wraz z Damianem de Allende wyróżniał się w obronie. Po wejściu Jamesa Horwilla i Davida Pococka Australijczycy zaczęli odrabiać wynoszące trzynaście punktów straty. Kopy Quade’a Coopera i przyłożenie Michaela Hoopera zmniejszyły przewagę Springboks do trzech punktów. Na minutę przed końcem meczu Stephen Moore odrzucił możliwość kopa na słupy w celu zremisowania spotkania, a po wygranym wrzucie autowym na pole punktowe rywali wdarł się Tevita Kuridrani, jednak akcja została uznana dopiero po konsultacji z TMO, Benem Skeenem. Wallabies odzyskali zatem Mandela Challenge Plate. Równie zacięte, choć wynik tego nie odzwierciedlał, było spotkanie w Christchurch. W pierwszej połowie aktywniejszą stroną byli Argentyńczycy, jednak każdy błąd Pumas był bezwzględnie wykorzystywany przez gospodarzy. Pomiędzy 40. a 50. minutą All Blacks zdobyli trzy przyłożenia, na co ich rywale korzystając z przewagi w formacji autowej odpowiedzieli dwoma autorstwa Agustína Creevy. Zmiennicy w reprezentacji Argentyny nie potrafili utrzymać tempa i jakości gry, toteż Nowozelandczycy zakończyli mecz bonusowym zwycięstwem.
Kibice w Johannesburgu ponownie obejrzeli wyrównaną rywalizację, w której pomimo dobrego występu młodego zespołu Springboks decydująca okazała się jakość nowozelandzkich zawodników wchodzących z ławki rezerwowych w ostatnich dwudziestu minutach. Południowoafrykańczycy zdominowali pierwszą część meczu, pierwsze przyłożenie zdobywając po wywalczeniu piłki przez Bismarcka du Plessis. Przed samą przerwą Ben Smith doprowadził do remisu, ponownie prowadzenie gospodarze objęli po tym, jak Kriel przebił się przez obronę Maʻa Nonu i Conrada Smitha. Podobną akcją popisał się Dane Coles, a w samej końcówce dające zwycięstwo punkty zdobył Richie McCaw. Wynik celnym karnym ustalił rozgrywający świetne spotkanie debiutant Lima Sopoaga, zdobywca łącznie dwunastu punktów. Z kolei w Mendozie pomimo dominacji Australijczyków nie potrafili oni przełożyć jej na wynik. Jedynie kilkupunktowa przewaga utrzymywała się do sześćdziesiątej minuty, a wszystkie dziewięć punktów dla gospodarzy zdobył z karnych Nicolás Sánchez. Wallabies odpierali coraz częstsze ataki Argentyńczyków, a sami w ostatnich dwudziestu minutach zdobyli trzy przyłożenia, gdy Pumas zaczęli słabnąć.
Sprawa tytułu rozstrzygnęła się w Sydney w obecności ponad siedemdziesięciu tysięcy widzów. Już na początku meczu mocna obrona Australijczyków pozwoliła przetrwać okres gry w czternastkę ze stratą jedynie trzech punktów. Obie strony jeszcze w pierwszej połowie wymieniły się karnymi, a kolejne ataki, z których najgroźniejsza była szarża Colesa, zostały odparte przez gospodarzy. Sami Wallabies okres gry w przewadze zakończyli przyłożeniem rehabilitującego się za pobyt na ławce kar Sekope Kepu, później Dan Carter zmniejszył różnicę do jednego punktu. Żółta kartka dla Nicka Phippsa za przeszkadzanie Conradowi Smithowi ułatwiła All Blacks zdobycie przyłożenia i powrót na prowadzenie. Kluczowe dla losów meczu były dokonane zmiany – w szczególności wprowadzenie pary Nic White–Matt Toʻomua. Ten pierwszy taktycznym kopem znalazł nadbiegającego Adama Ashley-Coopera, który przyłożył piłkę w rogu pola punktowego rywali, na co swoim drugim w ciągu dziewięciu minut przyłożeniem odpowiedział debiutujący Nehe Milner-Skudder. Ostatnie dziesięć minut meczu należały jednak do Nica White’a, który najpierw celnie kopnął karnego prawie z linii środkowej boiska, a następnie zdobył dające zwycięstwo przyłożenie. Australijczycy zatem pokonali Nowozelandczyków pierwszy raz od 2011 roku i tym samym triumfowali w zawodach. Upatrywani przez bukmacherów do zwycięstwa dwudziestoma punktami Południowoafrykańczycy ulegli jednak po raz pierwszy w historii Argentyńczykom, dopingowanym między innymi przez Pumas z 1965 roku. Od początku Argentyńczycy przejęli inicjatywę, wykazywali się szybkością, pewnością i precyzją. Słaba postawa Springboks, widoczna szczególnie w pełnej błędów grze Pollarda, spowodowała, że gdy południowoafrykański łącznik ataku został zmieniony jeszcze przed upływem trzydziestu minut gry, jego drużyna przegrywała 6-21. Już po przerwie swojego hat tricka skompletował Juan José Imhoff, a mimo że Willie le Roux i Bryan Habana zdobyli jeszcze przyłożenia dla gospodarzy, nic nie mogło już odwrócić losów spotkania. Pumas zaliczyli pierwsze zwycięstwo w dwudziestu testmeczach rozegranych pomiędzy tymi zespołami od 1993 roku, zaś Springboks zakończyli zawody na ostatnim miejscu po raz pierwszy od ich rozszerzenia do czterech zespołów.
W trakcie zawodów pięćdziesiąty testmecz zaliczył Kurtley Beale, Richie McCaw wyrównał wynoszący 141 testmeczów rekord Briana O’Driscolla, a Dan Carter został pierwszym zawodnikiem, który przekroczył barierę 1500 punktów w międzynarodowych spotkaniach. World Rugby opublikowała następnie statystyczną analizę turnieju.

## Uczestnicy
| Zespół            | Trener          | Kapitan                                        |
| ----------------- | --------------- | ---------------------------------------------- |
| Argentyna         | Daniel Hourcade | Agustín Creevy                                 |
| Australia         | Michael Cheika  | Stephen Moore                                  |
| Nowa Zelandia     | Steve Hansen    | Richie McCaw                                   |
| Południowa Afryka | Heyneke Meyer   | Victor Matfield Schalk Burger Jean de Villiers |

## Mecze
| 17 lipca 201519:35 | Nowa Zelandia                                                                  | 39:18(18:6) | Argentyna                        | Rugby Park, Christchurch Widzów: 17 512 Sędzia: Craig Joubert |
| 17 lipca 201519:35 | Carter 14 (4pd 2K) Nonu 5 (P) Read 5 (P) Piutau 5 (P) Taylor 5 (P) McCaw 5 (P) | 39:18(18:6) | Sánchez 8 (pd 2K) Creevy 10 (2P) | Rugby Park, Christchurch Widzów: 17 512 Sędzia: Craig Joubert |

| 18 lipca 201520:05 | Australia                                                                       | 24:20(7:13) | Południowa Afryka                              | Suncorp Stadium, Brisbane Widzów: 37 633 Sędzia: Nigel Owens |
| 18 lipca 201520:05 | Kuridrani 5 (P) Cooper 7 (2pd K) Giteau 2 (pd) Ashley-Cooper 5 (P) Hooper 5 (P) | 24:20(7:13) | Pollard 10 (2pd 2K) Etzebeth 5 (P) Kriel 5 (P) | Suncorp Stadium, Brisbane Widzów: 37 633 Sędzia: Nigel Owens |

| 25 lipca 201517:05 | Południowa Afryka                             | 20:27(10:10) | Nowa Zelandia                                           | Emirates Airline Park, Johannesburg Sędzia: Jérôme Garcès |
| 25 lipca 201517:05 | Pollard 10 (2pd 2K) Le Roux 5 (P) Kriel 5 (P) | 20:27(10:10) | McCaw 5 (P) Sopoaga 12 (3pd 2K) Coles 5 (P) Smith 5 (P) | Emirates Airline Park, Johannesburg Sędzia: Jérôme Garcès |
| 25 lipca 201517:05 | Whitelock                                     | 20:27(10:10) |                                                         | Emirates Airline Park, Johannesburg Sędzia: Jérôme Garcès |

| 25 lipca 201519:40 | Argentyna      | 9:34(6:8) | Australia                                                                    | Estadio Malvinas Argentinas, Mendoza Sędzia: Jaco Peyper |
| 25 lipca 201519:40 | Sánchez 9 (3K) | 9:34(6:8) | Foley 14 (pd 4K) Kuridrani 5 (P) Tomane 5 (P) Ashley-Cooper 5 (P) Mumm 5 (P) | Estadio Malvinas Argentinas, Mendoza Sędzia: Jaco Peyper |
| 25 lipca 201519:40 | Cooper         | 9:34(6:8) |                                                                              | Estadio Malvinas Argentinas, Mendoza Sędzia: Jaco Peyper |

| 8 sierpnia 201520:05 | Australia                                                         | 27:19(3:6) | Nowa Zelandia                        | ANZ Stadium, Sydney Widzów: 73 824 Sędzia: Wayne Barnes |
| 8 sierpnia 201520:05 | Giteau 7 (2pd K) White 10 (P pd K) Ashley-Cooper 5 (P) Kepu 5 (P) | 27:19(3:6) | Carter 9 (3K) Milner-Skudder 10 (2P) | ANZ Stadium, Sydney Widzów: 73 824 Sędzia: Wayne Barnes |
| 8 sierpnia 201520:05 | Kepu · Phipps                                                     | 27:19(3:6) | A. Smith                             | ANZ Stadium, Sydney Widzów: 73 824 Sędzia: Wayne Barnes |

| 8 sierpnia 201517:05 | Południowa Afryka                                             | 25:37(13:27) | Argentyna                                             | Kings Park Stadium, Durban Widzów: 27 447 Sędzia: Romain Poite |
| 8 sierpnia 201517:05 | Pollard 10 (2pd 2K) Habana 5 (P) De Jager 5 (P) Le Roux 5 (P) | 25:37(13:27) | Hernández 11 (4pd K) Bosch 11 (P dg K) Imhoff 15 (3P) | Kings Park Stadium, Durban Widzów: 27 447 Sędzia: Romain Poite |
| 8 sierpnia 201517:05 | Matera                                                        | 25:37(13:27) |                                                       | Kings Park Stadium, Durban Widzów: 27 447 Sędzia: Romain Poite |